# Флойд Шмоу
Флойд Уилфред Шмоу (на английски: Floyd Wilfred Schmoe) (роден на 21 септември 1895 г. в Прери център, окръг Джонсън, Канзас ; † 20 април 2001 г. в Кенмор, Вашингтон) е американски пацифист и писател. Прекарва по-голямата част от живота си в Сиатъл.

## Биография
Флойд Шмоу е активен в медицинската служба по време на Първата световна война. Заради вярата си – бил квакер – той отказал да служи с оръжие и се оттеглил от военните действия. Не е участвал в боевете през Втората световна война. След войната Шмоу активно помага за възстановяването на японския град Хирошима, който е разрушен от атомна бомба. Неговата социална ангажираност го придружава през целия му живот и Шмоу участва в пацифистки действия в различни страни. Във Вашингтонския университет в Сиатъл Шмоу е професор по горско стопанство и Нюйоркския държавен колеж в Сиракуза.

## Политически активизъм по време на Втората световна война
Флойд Шмоу енергично се противопоставя на затварянето на японски емигранти, наричани „Никей“ по време на Втората световна война. Предоставя помощ за онези от района на Сиатъл, които са изпратени в концентрационния лагер „Минидока“ в Хънт, Айдахо. Дейността му е  съсредоточена се върху Изпълнителна заповед 9066, подписана от президента Франклин Делано Рузвелт на 19 февруари 1942 г. Тази федерална заповед довежда до принудително отстраняване на японски американци от Западния бряг заради въображаеми заплахи за националната сигурност на САЩ. Скоро той напуска заеманата преподавателска длъжност във Вашингтонския университет, в катедрата по биология, за да създаде офис на Американския комитет за приятелски услуги (AFSC), създаден през 1917 г., за да подпомогне отказалите се от военна служба.

## Следвоенен активизъм
След края на войната Шмоу полага грижи за оцелели хибакуша. Докато преподава в Хавайския университет през 1946 г. и 1947 г., Шмоу организира събирането на частни средства, за подпомагането с дойни кози, а след това и друга храна и медицински консумативи в разрушените Хирошима и Нагасаки. По време Корейската война по призив на ООН взима учатие в дейността на хуманитарната организация Houses for Korea, оперираща в Южна Корея.
Флойд Шмоу работи и за презаселването на бежанците от Синайския полуостров, когато Великобритания и Франция бомбардират района на Порт Саид през 1956 г.

## Награди
- Най-високото гражданско отличие за американци от императора на Япония, Хирошима. (1987).[1]
- Японски орден на „Свещеното съкровище“ 4-та степен. За строителната му работа в Хирошима. (1988).

## Смърт
След дълъг живот Флойд Шмоу почива на 105 години в старчески дом в Кенмор.

## Издадени трудове
- Schmoe, Floyd Wilfred. Cattails and Pussywillows Hardcover.   Солт Лейкс Сити, Lake City Press, 1933. (на английски)
- Schmoe, Floyd Wilfred. Japan journey Unknown Binding.   Флорида, Silver Quoin Press, 1950. p. 27. (на английски)
- Schmoe, Floyd Wilfred. The Big Sur: Land of rare treasures Paperback.   Сан Франциско, Chronicle Books, 1975. ISBN 0877010706. p. 144. (на английски)
- Schmoe, Floyd. Why is man: That Thou abidest him Paperback.   C.E. Publications, 1983. p. 97. (на английски)
- Schmoe, Floyd. A Year in Paradise Paperback.   Сиатъл, Mountaineers Books, 1999. ISBN 0898866537. p. 208. (на английски)
- Schmoe, Floyd. A Year in Paradise Kindle Edition.   Сиатъл, Mountaineers Books, 1999. p. 208. (на английски)
- Schmoe, Floyd. Churches and the Japanese in America Hardcover.   он лайн, Hassell Street Press, 2023. ISBN 1019352124. p. 24. (на английски)